# Église Saint-Étienne de Cournanel
L'église Saint-Étienne de Cournanel est une église située à Cournanel, en France.

## Description
Située près de la fontaine, au centre du village ancien dominé par le château des évêques d'Alet.
Constituée d'une longue nef sans chapelle latérale, probablement du XIIe siècle, très remaniée au XVe siècle. Son clocher mur a trois baies qui contiennent chacune une cloche, une d'elles date de 1623. Une autre cloche de 1606 est dans l'église.
À l'intérieur on peut voir la pierre tombale d'Étienne de Polverel, 28e évêque d'Alet (de 1607 à 1637).

## Localisation
L'église est située sur la commune de Cournanel, dans le département français de l'Aude.

## Historique
L'église est mentionnée dès 1162. La cure était à la présentation de l'abbé d'Alet, plus tard de l'évêque d'Alet, seigneur du lieu.
Restauration en 2005 grâce à l'opération Toques et clochers.
L'église (à l'exception du chœur) a été inscrite au titre des monuments historiques en 1948.